# Santa María de Sando
Santa María de Sando – gmina w Hiszpanii, w prowincji Salamanka, w Kastylii i León, o powierzchni 13,89 km². W 2011 roku gmina liczyła 130 mieszkańców.